# Otothyropsis piribebuy
Otothyropsis piribebuy es una especie de pez siluriforme de agua dulce del género Otothyropsis, en la familia de los loricáridos. Habita en aguas templado-cálidas del centro-este de Sudamérica. 

## Taxonomía
Descripción original
Esta especie fue descrita originalmente en el año 2011 por los ictiólogos Bárbara Borges Calegari, Pablo Cesar Lehmann-Albornoz y Roberto Esser dos Reis.
Localidad tipo
La localidad tipo referida es: “río Piribebuy, afluente del río Manduvirá (cuenca del río Paraguay), en las coordenadas: 25°22′09″S 56°58′20″O / -25.36917, -56.97222, en Eusebio Ayala, departamento de Cordillera, en Paraguay”.
Holotipo
El ejemplar holotipo designado es el catalogado como: CZCEN 332; se trata de una hembra adulta, la cual midió 28,8 mm de longitud. Fue capturada por H. S. Vera Alcaraz, J. J. Rasquín Centurión, M. C. Paradeda y G. Solalinde, el 6 de enero de 2008. Se encuentra depositada en la sección de ictiología de la Colección Zoológica de la Facultad de Ciencias Exactas y Naturales, Universidad Nacional de Asunción (CZCEN), ubicada en la ciudad de Asunción.
Etimología
Etimológicamente el término genérico Otothyropsis se construye con palabras del idioma griego, en donde: otos significa 'oído', thyris es 'ventana', al estar estrechamente emparentado al género Otothyris; mientras que opsis es lo relacionado con la 'apariencia', por lo tanto, se marca su semejanza a un Hypoptopomatinae.
El epíteto específico piribebuy es un topónimo que refiere al biotopo donde fue descubierto el ejemplar tipo: el río Piribebuy.
Caracterización y relaciones filogenéticas
Otothyropsis piribebuy se diferencia de O. marapoama por tener una serie continua de 17 a 18 placas laterales medio-dorsales, mostrar una cresta levator robusta en la hiomandíbula, presentar el abdomen con áreas desnudas, no poseer pigmentación en la región media del lóbulo inferior circular y por diversos rasgos en el dimorfismo sexual.

## Distribución y hábitat
Este pequeño pez es endémico del este del Paraguay, específicamente de dos colectores pertenecientes a la cuenca del río Paraguay Inferior (la correspondiente a su margen izquierda). El primero es el río Piribebuy, afluente del río Manduvirá, en donde fue capturado cerca de Eusebio Ayala, en el departamento de Cordillera. El segundo es el río Aguaray (afluente del río Jejuí Guazú), donde fue colectado cerca de Lima, en el departamento de San Pedro. En ambas localidades fueron encontrados entre la vegetación marginal; en el primero esta estaba compuesta por plantas herbáceas que pendían sus extremos dentro del agua; en el segundo estaban entre plantas flotantes, donde dominaban los camalotes (Eichornia).
El río Paraguay pertenece a la cuenca del Paraná, integrante a su vez de la cuenca del Plata.
Ecorregionalmente Otothyropsis piribebuy es exclusivo de la Ecorregión de agua dulce Paraguay. Como las especies del género Otothyropsis son características de cursos fluviales que vierten sus aguas al río Alto Paraná, se ha postulado que esta anomalía se originó en una antigua captura fluvial de una cabecera que pertenecía a un drenaje que volcaba sus aguas en la margen derecha del río Alto Paraná por parte de las cabeceras de un afluente de la margen izquierda del río Paraguay.